# Plecia quatei
Plecia quatei är en tvåvingeart som beskrevs av Hardy 1967. Plecia quatei ingår i släktet Plecia och familjen hårmyggor.
Artens utbredningsområde är Nepal. Inga underarter finns listade i Catalogue of Life.